# Scott Kim
Scott Kim, né en 1955 à Washington, est un artiste américain, compositeur et créateur de puzzles et de jeux pour ordinateurs, particulièrement connu pour sa maîtrise de l'art des ambigrammes.

## Biographie
Scott Kim est né en 1955 à Washington et a grandi à Rolling Hills Estates. Il s'est intéressé très tôt aux mathématiques et aux arts, et étudia à l'université Stanford, recevant un BA en musique, et un PhD en conception graphique informatique sous la direction de Donald Knuth. En 1981, il publia un livre d'ambigrammes appelé Inversions. Ses premiers puzzles furent publiés dans Scientific American, dans la rubrique de récréations mathématiques tenue par Martin Gardner.
Kim commença à écrire des articles occasionnels sur Boggle pour le magazine Discover en 1990, puis tint cette rubrique de façon permanente à partir de 1999 ; il a créé des centaines d'autres puzzles pour des magazines tels que le Scientific American et Games, ainsi que des milliers de puzzles pour des jeux sur ordinateur.
Kim est un des maîtres les plus connus de l'art des ambigrammes,. Isaac Asimov l'a appelé « le Escher de l'alphabet ».
Il est fréquemment invité comme conférencier sur la conception de puzzles, comme à la Game Developers Conference ou à la Casual Games Conference. Amy Jo Kim, son épouse, est l'auteur de Community Building on the Web.
Il vit à Santa Monica avec sa femme et ses deux enfants.

## Œuvres
- Inversions, 1981, Byte Books,  (ISBN 1-55953-280-7), livre contenant 60 ambigrammes originaux.
- Letterforms & Illusion, 1989, W. H. Freeman & Co., écrit avec Robin Samelson, est un compagnon de Inversions.
- Heaven and Earth (en), Buena Vista / Disney (jeu vidéo)
- Obsidian, SegaSoft (jeu vidéo)
- MetaSquares, 1996 (jeu vidéo, créé avec Kai Krause (en), Phil Clevenger, et Ian Gilman).
- The Next Tetris, Hasbro Interactive, jeu pour PlayStation
- Railroad Rush Hour, ThinkFun (en) (jeu)
- Charlie Blast's Territory (jeu pour Nintendo 64)
- The NewMedia Puzzle Workout - collection des puzzles de Kim pour le magazine
- Scott Kim's Puzzle Box (puzzles mensuels à JuniorNet.com)
- Brainteasers, Mind Benders, Games, Word Searches, Puzzlers, Mazes & More Calendar 2007, Workman Publishing Company,  (ISBN 0-7611-4079-4)

### Travaux en collaboration
- Harry Abrams. Escher Interactive (jeu vidéo)
- Elonka Dunin (en), The Mammoth Book of Secret Code Puzzles, 2006, Constable & Robinson,  (ISBN 0-7867-1726-2)